# Eric Clapton's Rainbow Concert
Eric Clapton's Rainbow Concert är ett musikalbum inspelat live på Londons Rainbow Theatre den 13 januari 1973 och utgivet senare samma år. Konserten var organiserad av Pete Townshend och markerade Eric Claptons comeback efter 1971 års Concert for Bangladesh. Året efter The Rainbow Concert blev Clapton av med sitt heroinmissbruk och spelade in sin succéskiva 461 Ocean Boulevard.
En utökad, remastrad utgåva kom ut den 13 januari 1995, på konsertens 22-årsjubileum.

## Låtlista

### Original 1973-utgåvan
1. "Badge" (Eric Clapton/George Harrison) - 3:32
2. "Roll it Over" (Eric Clapton/Bobby Whitlock) - 6:35
3. "Presence of the Lord" (Eric Clapton) - 5:37
4. "Pearly Queen" (Jim Capaldi/Steve Winwood) - 7:00
5. "After Midnight" (J. J. Cale) - 5:12
6. "Little Wing" (Jimi Hendrix) - 6:32

### 1995 remastrade utgåvan
1. "Layla" (Eric Clapton/Jim Gordon) - 6:25
2. "Badge" (Eric Clapton/George Harrison) - 3:18
3. "Blues Power" (Eric Clapton/Leon Russell) - 6:03
4. "Roll it Over" (Eric Clapton/Bobby Whitlock) - 4:38
5. "Little Wing" (Jimi Hendrix) - 4:36
6. "Bottle of Red Wine" (Delaney Bramlett/Eric Clapton) - 3:51
7. "After Midnight" (J. J. Cale) - 4:25
8. "Bell Bottom Blues" (Eric Clapton) - 6:25
9. "Presence of the Lord" (Eric Clapton) - 5:18
10. "Tell the Truth" (Eric Clapton/Bobby Whitlock) - 6:04
11. "Pearly Queen" (Jim Capaldi/Steve Winwood) - 4:55
12. "Key to the Highway" (Big Bill Broonzy/Charles Segar) - 5:46
13. "Let it Rain" (Delaney Bramlett/Eric Clapton) - 7:46
14. "Crossroads" (Robert Johnson) - 4:19

## Medverkande
- Eric Clapton - gitarr, sång
- Pete Townshend - gitarr, sång
- Ronnie Wood - gitarr, sång
- Ric Grech - elbas
- Steve Winwood - keyboard, sång
- Jim Capaldi - trummor
- Jimmy Karstein - trummor
- Rebop Kwaku Baah - percussion